# らぶかん
『らぶかん』は、2002年4月1日から2003年3月28日までKBS京都テレビとサンテレビで放送されていた生放送の情報番組。放送時間は月曜 - 金曜 13:00 - 14:25 （日本標準時）。

## 概要
「どきどきギュッと!三都ネット」のスローガンを携えてスタートした帯番組である。番組タイトルは「Love Love Kansai」を略したもので、この文字列はタイトルロゴに小さく添えられていた。
番組はKBSとサンテレビのスタジオを交替で使用し、京都府・大阪府・兵庫県の話題や情報を伝えていた。電話による視聴者参加コーナーもあり、月曜・火曜・木曜にはKBS京都のスタジオで、水曜・金曜にはサンテレビのスタジオで行っていた。KBSが京都府議会および京都市会の中継を行う日には番組自体が休止になり、サンテレビでは代わりに映画が放送された。
当時KBSは、平日10時台に放送していた帯番組『田渕岩夫の得ダネ!てれび』を週に1回のペースに下げてまで番組制作を続けていたが、結果としては1年で終了。後継番組も制作されなかった。

## 出演者

### パーソナリティ
- 寺谷一紀（フリーアナウンサー）

### アシスタント
- 月曜 川辺結花
- 火曜 小山浩子
- 水曜 脇屋香名子 → 小山浩子 → 河上ひろみ
- 木曜 小林万希子
- 金曜 大浦理子

## 備考
- 2002年4月29日には、KBSでは『かたつむり大作戦』の1コーナーとして放送。京都駅ビル室町小路広場からの公開生放送を行った。
- KBSでは『得ダネ!てれび』からの流れで、当初は当日の16:00 - 17:25に再放送されていたが、わずか2週間で終了した。理由は不明。